# María Eleonora I Boncompagni
María Eleonora I Boncompagni (Isola di Liri,  10 de abril de 1686 – Roma,  5 de enero de 1745) fue hija de Gregorio I Boncompagni y de Hipólita I Ludovisi, y heredó de su madre el principado de Piombino, el principado de Venosa, el marquesado de Populonia, el condado de Conta y numerosos señoríos, entre ellos las islas de Montecristo, Elba (salvo Porto Azzurro que era napolitano) y Pianosa el 29 de diciembre de 1733. Un año después apoyó a las tropas españolas durante la Guerra de sucesión polaca. Ejerciendo su gobierno como protectorado del nuevo rey de Napolés Carlos III.
Se casó el 29 de marzo de 1702 con su tío Antonio I Boncompagni-Ludovisi (hermano de su padre), segundo heredero de su padre tras la línea filial, y asumieron el poder conjuntamente en 1624, a la muerte de Hipólita I Ludovisi.
Gregorio I tenía 12 hermanos, pero algunos habían muerto, y otros no le podían suceder por razón de su estado religioso. Como la primera heredera era una mujer, además era preciso que fuese varón para casarse con la heredera (Eleonora muerta en 1695; Francesco en 1690; Jumara en 1716 siendo monja; Constanza en 1718 también monja; Agnese en 1648; Giulia en 1715 y monja; Giovanna en 1688; Ana en abril de 1707 y monja; Giacomo en 1731 siendo arzobispo de Bolonia desde 1690, cardenal en 1695, y cardenal obispo de Albano en 1724; Antonia en 1720 y monja; y finalmente Antonio I Boncompagni-Ludovisi que le sucedió al casarse con María Eleonora, y Filippo 1679).
Tuvieron cuatro hijos: María Olímpia (1703-05), Niccolo (1704-09), Francesca Cecilia (1705-75, casada con Francesco Maria Caraza, príncipe de Belvedere), y Gaetano I boncompagni ludovisi, que la sucedió.